# Comité Internacional de los Derechos Humanos del Ecuador
O Comité Internacional de los Derechos Humanos del Ecuador (CDHU‑Ecuador) (em português: Comitê Internacional dos Direitos Humanos do Equador), é uma organização não governamental equatoriana dedicada à defesa dos direitos humanos, fundada sob a liderança do Dr. Fausto Antonio Torres Collantes, que presidiu a entidade até junho de 2021. Seus integrantes recebem o titulo de Cancilleres de Paz Mundial (Chanceleres da Paz Mundial).
Embora não exista registro público da data exata de criação, documentos e eventos oficiais mencionam o Comitê em diversas ocasiões, como quando promoveu o Seminário Internacional “Los Derechos de la Mujer en América Latina” em Guayaquil. Desde então, a organização se apresentou como promotora de conferências, campanhas de condecoração de ativistas e acordos de cooperação com universidades, como a UMET.

## Atuação na luta pelos direitos humanos
O Comité Internacional de los Derechos Humanos del Ecuador (CDHU‑Ecuador) desenvolve atividades com foco na promoção, defesa e valorização dos direitos humanos, tanto no contexto local equatoriano quanto em âmbito internacional. A organização atua de forma independente, não governamental e sem fins lucrativos, com base em princípios de dignidade humana, inclusão social, igualdade de gênero e cultura de paz.

### Ações principais
A atuação do Comitê se manifesta por meio de várias frentes:
- Conferências e seminários educativos: promovendo debates sobre direitos das mulheres, direitos das minorias, igualdade e cidadania. O Comitê já realizou eventos voltados ao empoderamento feminino, educação popular e integração latino-americana.
- Reconhecimento de lideranças sociais: por meio de homenagens públicas e títulos honoríficos a pessoas que se destacam na promoção da paz, da justiça social e da solidariedade. Esses títulos são usados como reconhecimento e estímulo à continuidade do trabalho humanitário.
- Nomeações de representantes: o Comitê tem estruturado uma rede de representantes de direitos humanos, nomeando “comissários”, “embaixadores” e “altos comissionados” em diferentes cidades e países. Essa rede tem o objetivo de atuar como difusora de boas práticas e princípios de convivência pacífica.
- Campanhas sociais: em datas simbólicas e momentos de crise, o CDHU-Ecuador realiza ações educativas e simbólicas voltadas à conscientização sobre valores como respeito, igualdade, solidariedade, prevenção da violência e promoção da justiça social.[3]

### Abordagem internacional
Embora sediado no Equador, o CDHU‑Ecuador busca expandir sua presença por meio de parcerias e condecorações internacionais. A inclusão de representantes de outros países — como o Brasil, a Colômbia e a Espanha — reflete a intenção da organização de estabelecer uma rede internacional de defensores dos direitos humanos, com ações simbólicas e educativas voltadas ao diálogo e à diplomacia humanitária.

## Condecorações honoríficas
O CDHU‑Ecuador também ganhou notoriedade pela entrega de condecorações honoríficas a indivíduos e instituições que, segundo critérios próprios da ONG, atuavam em defesa da dignidade humana, da paz e da inclusão. Entre os homenageados constam:
- Acadêmicos,
- Representantes de ONGs,
- Autoridades locais,
- Personalidades públicas de países da América Latina e Europa.

Entre os reconhecidos estão:
- Larry Vite Cevallos: Prefeito do cantão de Santa Rosa, na província de El Oro. Ele foi reconhecido com o título de "Caballero de la Paz y Honor". Reconhecimento pelo seu trabalho e gestão durante a crise da pandemia de COVID-19[4].

- Clemente Bravo: Prefeito da província de El Oro. Ele também foi condecorado pelo CDHU ECUADOR, recebendo a "Medalha de Honra ao Mérito". O reconhecimento por seu trabalho em favor dos grupos mais vulneráveis da província.
- Susana González: Prefeita da província de Guayas. Foi reconhecida pela organização por seu trabalho social. A cerimônia de premiação foi realizada em colaboração com outras entidades, como o Club Lions[5].
- Carlos Espinoza Cordero: Reitor da Universidade Metropolitana do Equador (UMET). Ele recebeu uma condecoração por sua longa trajetória na defesa dos direitos humanos e por seu trabalho no campo da educação superior.

Personalidades internacionais homenageadas
Entre os estrangeiros reconhecidos pelo CDHU‑Ecuador, destacam-se brasileiros que receberam condecorações honoríficas da entidade:
- Dra. Ivani Serebrenic – é ativista social brasileira. Foi nomeada "Chanceler da Paz Mundial" pelo CDHU ECUADOR em reconhecimento ao seu trabalho na luta pelos direitos das mulheres e contra a violência de gênero.
- Dr. Jorge Fernández - reitor do Instituto Mexicano de Líderes de Excelência (IMELE), que foi nomeado "Canciller de Paz Mundial" em 2021.
- Dr. Christian Lammardo - advogado e professor argentino, presidente da "Fundación Lammardo". Reconhecimento por sua trajetória impecável e contribuições na área do direito e da educação
- Dra. Jéssica Gutarra - advogada e mestre em gestão pública peruana. Reconhecida por sua trajetória profissional e acadêmica.